# Pordenone Calcio 2022-2023
Questa voce raccoglie le informazioni riguardanti il Pordenone Calcio nelle competizioni ufficiali della stagione 2022-2023.

## Stagione
A seguito della retrocessione dalla Serie B della passata stagione, i ramarri giocano nella terza serie nel girone A. Ottengono 62 punti con il secondo posto alle spalle della Feralpisalò. Nei Play-off, grazie all'ottimo piazzamento, entrano in scena nel secondo turno della fase nazionale, incrociando il Lecco, il 27 maggio il Pordenone vince a Lecco (0-1), sembra fatta per disputare le semifinali, ma così non è, il Lecco si impone (1-3) allo Stadio Omero Tognon di Fontanafredda il 31 maggio, spegnendo i sogni di un pronto ritorno in Serie B dei neroverdi.
La squadra è affidata a Domenico Di Carlo, nel girone di andata ottiene 33 punti, a metà marzo viene esonerato il tecnico, sostituito da Mirko Stefani per un mese, poi si ritorna per il finale di campionato e per i Play-off ancora con Mimmo Di Carlo. Nella Coppa Italia di Serie C ramarri subito fuori nel primo turno, superati (0-1) dall'Imolese. Al termine del campionato a causa di gravi  problemi finanziari, il Pordenone il 21 giugno 2023 rinuncia a partecipare al campionato di competenza, la Serie C 2023-2024 e purtroppo a nessun altro campionato, proseguendo solo l'attività giovanile.

## Divise e sponsor
Lo sponsor tecnico per la stagione 2022-2023 è Givova.
La maglia del Pordenone  tradizionale neroverde presenta come main sponsor Omega Group (main sponsor),  6sicuro.it (co-sponsor), Vitis Rauscedo, Alea (sleeve sponsor).

## Organigramma societario
Area direttiva
- Presidente: Mauro Lovisa
- Presidente Onorario: Giampaolo Zuzzi
- Amministratore Delegato: Franco Marcati
- Direttore Generale: Lucia Buna
- Direttore Tecnico: Matteo Lovisa
- Segreteria: Francesco Xausa
- Segretaria amministrazione: Gianluca Canzian

Area tecnica
- Allenatore: Domenico Di Carlo
- Allenatore in seconda: Davide Mezzanotti
- Collaboratore tecnico: Martino Sofia
- Preparatore dei portieri: Ferdinando Scarpello
- Preparatore atletico: Luigi Posenato
- Team Manager: Elia Conni

Area comunicazione e marketing
- Responsabile comunicazione stampa: Giuliano Martino
- Responsabile Marketing e commerciale: Sara Posocco
- Supporters Liaison Officer: Marco Michelin

Area sportiva
- Direttore Sportivo: Denis Fiorin
- Responsabile settore giovanile: Denis Fiorin
- Direttore sportivo settore giovanile: Alberto Virgili

Area sanitaria
- Responsabile sanitario: Vito Lamberti
- Recupero infortuni: Andrea Colussa
- Medico: Claudio Dalla Torre
- Fisioterapisti: Alessandro Marzotto, Stefano Tonin

## Rosa
Aggiornata al 23 ottobre 2022.
| N. |                     | Ruolo | Calciatore                  |
| -- | ------------------- | ----- | --------------------------- |
| 1  | Italia (bandiera)   | P     | Marco Festa                 |
| 2  | Italia (bandiera)   | D     | Cristian Andreoni           |
| 3  | Italia (bandiera)   | D     | Matteo Bruscagin            |
| 5  | Italia (bandiera)   | C     | Daniele Giorico             |
| 7  | Lituania (bandiera) | A     | Edgaras Dubickas            |
| 8  | Italia (bandiera)   | C     | Salvatore Burrai (capitano) |
| 9  | Italia (bandiera)   | A     | Simone Magnaghi             |
| 10 | Italia (bandiera)   | C     | Francesco Deli              |
| 11 | Italia (bandiera)   | A     | Kevin Piscopo               |
| 12 | Italia (bandiera)   | P     | Filippo Salviato            |
| 14 | Italia (bandiera)   | A     | Simone Palombi              |
| 15 | Albania (bandiera)  | D     | Arlind Ajeti                |
| 16 | Italia (bandiera)   | D     | Enrico Maset                |
| 17 | Italia (bandiera)   | D     | Alessandro La Rosa          |
| 18 | Italia (bandiera)   | D     | Amedeo Benedetti            |

| N. |                    | Ruolo | Calciatore            |
| -- | ------------------ | ----- | --------------------- |
| 20 | Italia (bandiera)  | C     | Marco Pinato          |
| 21 | Italia (bandiera)  | C     | Kevin Biondi          |
| 21 | Austria (bandiera) | C     | Robert Gucher         |
| 22 | Spagna (bandiera)  | P     | Miguel Ángel Martínez |
| 23 | Italia (bandiera)  | C     | Emanuele Torrasi      |
| 24 | Italia (bandiera)  | C     | Simone Edera          |
| 26 | Italia (bandiera)  | D     | Alessandro Bassoli    |
| 27 | Italia (bandiera)  | A     | Leonardo Candellone   |
| 29 | Italia (bandiera)  | D     | Gabriele Ingrosso     |
| 30 | Italia (bandiera)  | P     | Francesco Turchetto   |
| 31 | Italia (bandiera)  | D     | Roberto Pirrello      |
| 33 | Italia (bandiera)  | C     | Roberto Zammarini     |
| 34 | Italia (bandiera)  | D     | Roberto Negro         |
| 70 | Italia (bandiera)  | C     | Simone Baldassar      |
| 77 | Italia (bandiera)  | C     | Francesco Bottani     |

## Calciomercato

### Sessione estiva(dal 01/07 al 01/09)
| Acquisti         | Acquisti              | Acquisti           | Acquisti      |
| R.               | Nome                  | da                 | Modalità      |
| ---------------- | --------------------- | ------------------ | ------------- |
| P                | Marco Festa           | Crotone            | definitivo    |
| P                | Miguel Ángel Martínez | Triestina          | definitivo    |
| D                | Arlind Ajeti          | Padova             | definitivo    |
| D                | Amedeo Benedetti      | Cittadella         | definitivo    |
| D                | Matteo Bruscagin      | Vicenza            | definitivo    |
| D                | Gabriele Ingrosso     | Virtus Francavilla | definitivo    |
| D                | Alessandro La Rosa    | Giarre             | definitivo    |
| D                | Stefano Negro         | Triestina          | definitivo    |
| D                | Roberto Pirrello      | Empoli             | definitivo    |
| C                | Salvatore Burrai      | Perugia            | definitivo    |
| C                | Francesco Deli        | Cremonese          | svincolato    |
| C                | Daniele Giorico       | Triestina          | definitivo    |
| C                | Marco Pinato          | Sassuolo           | definitivo    |
| A                | Edgaras Dubickas      | Piacenza           | definitivo    |
| A                | Simone Magnaghi       | Pontedera          | fine prestito |
| A                | Simone Palombi        | Alessandria        | prestito      |
| A                | Kevin Piscopo         | Empoli             | definitivo    |
| Altre operazioni |                       |                    |               |
| R.               | Nome                  | da                 | Modalità      |

| Cessioni         | Cessioni             | Cessioni    | Cessioni                                      |
| R.               | Nome                 | a           | Modalità                                      |
| ---------------- | -------------------- | ----------- | --------------------------------------------- |
| P                | Giacomo Bindi        |             | fine carriera                                 |
| P                | Samuele Perisan      | Empoli      | definitivo                                    |
| D                | Cristian Andreoni    | Bari        | fine prestito                                 |
| D                | Armando Anastasio    | Monza       | fine prestito                                 |
| D                | Alberto Barison      | Südtirol    | definitivo                                    |
| D                | Christian Dalle Mura | Fiorentina  | fine prestito                                 |
| D                | Hamza El Kaouakibi   | Benevento   | definitivo                                    |
| D                | Davide Gavazzi       | Renate      | definitivo                                    |
| D                | Matteo Perri         | Virton      | definitivo                                    |
| D                | Alessio Sabbione     | Triestina   | definitivo                                    |
| C                | Alessandro Lovisa    | Fiorentina  | fine prestito                                 |
| C                | Mihael Onișa         | Piacenza    | prestito                                      |
| C                | Simone Pasa          | Rimini      | definitivo                                    |
| C                | Mirko Stefani        |             | ritirato                                      |
| C                | Youssouph Sylla      | Alessandria | prestito                                      |
| C                | Dejan Vokić          | Benevento   | fine prestito                                 |
| A                | Karlo Butić          | Cosenza     | prestito con obbligo di riscatto condizionato |
| A                | Nicolò Cambiaghi     | Atalanta    | fine prestito                                 |
| A                | Giuseppe Di Serio    | Benevento   | fine prestito                                 |
| A                | Daniele Iacoponi     | Parma       | fine prestito                                 |
| A                | Davis Mensah         | Mantova     | definitivo                                    |
| A                | Jacopo Pellegrini    | Sassuolo    | fine prestito                                 |
| Altre operazioni |                      |             |                                               |
| R.               | Nome                 | a           | Modalità                                      |

## Risultati

### Serie C

#### Girone di andata
| Arbitro: | Collu (Cagliari) |

|  |           |                        |
|  | Marcatori | 54’ Deli 90+1’ Piscopo |

| Arbitro: | Vergaro (Bari) |

|              |           |              |
| Pirrello 61’ | Marcatori | 90+5’ Cudrig |

| Arbitro: | Tremolada (Monza) |

|  |           |                             |
|  | Marcatori | 42’ Candellone 48’ Magnaghi |

| Arbitro: | Angelucci (Foligno) |

|  |           |            |
|  | Marcatori | 65’ Pinato |

| Arbitro: | Monaldi (Macerata) |

|  |           |           |
|  | Marcatori | 55’ Vasic |

| Meda 2 ottobre 2022, ore 14:30 CEST 6ª giornata | Renate          | 0 – 0 referto | Pordenone | Stadio Città di Meda\| Arbitro: \| Kumara (Verona) \| |
| Arbitro:                                        | Kumara (Verona) |               |           |                                                       |

| Arbitro: | Ancora (Roma) |

|                          |           |  |
| Pinato 10’ Bruscagin 78’ | Marcatori |  |

| Arbitro: | Carrione (Castellammare di Stabia) |

|                               |           |            |
| De Francesco 10’ Gerbaudo 53’ | Marcatori | 44’ Pinato |

| Arbitro: | Panettella (Bari) |

|                 |           |  |
| Deli 71’, 90+1’ | Marcatori |  |

| Arbitro: | Galipò (Firenze) |

|  |           |                 |
|  | Marcatori | 44’ L. D'Orazio |

| Arbitro: | Pirrotta (Barcellona Pozzo di Gotto) |

|          |           |                                                                        |
| Guiu 15’ | Marcatori | 12’ (aut.) Arini 30’ Candellone 35’ Dubickas 64’ Zammarini 72’ Piscopo |

| Arbitro: | Di Marco (Ciampino) |

|                                                      |           |  |
| Pinato 9’ Dubickas 11’, 42’ Candellone 60’ Ajeti 75’ | Marcatori |  |

| Arbitro: | Di Graci (Como) |

|  |           |                                             |
|  | Marcatori | 36’ Bassoli 49’ Dubickas 89’ (aut.) Masetti |

| Arbitro: | Nicolini (Brescia) |

|           |           |  |
| Ajeti 87’ | Marcatori |  |

| Arbitro: | Cherchi (Carbonia) |

|                                |           |                           |
| Capogna 38’ Bruschi 65’ (rig.) | Marcatori | 30’ Pinato 69’ Candellone |

| Arbitro: | Fiero (Pistoia) |

|                |           |                           |
| Ajeti 48’, 84’ | Marcatori | 59’ Castelli 85’ Stanzani |

| Arbitro: | Collu (Cagliari) |

|                      |           |  |
| Dalla Morte 30’, 58’ | Marcatori |  |

| Arbitro: | Scatena (Avezzano) |

|                            |           |                              |
| Candellone 31’ Pirello 49’ | Marcatori | 45+1’ Rolfini 74’ F. Ferrari |

| Arbitro: | Perri (Roma) |

|                |           |                   |
| Borghini 90+2’ | Marcatori | 75’ (aut.) Milesi |

#### Girone di ritorno
| Arbitro: | Centi (Terni) |

|                          |           |              |
| Burrai 89’ Piscopo 90+5’ | Marcatori | 15’ Adorante |

| Arbitro: | Turrini (Firenze) |

|              |           |                          |
| Compagnon 3’ | Marcatori | 84’ Palombi 70’ Dubickas |

| Lignano Sabbiadoro 15 gennaio 2023, ore 14:30 CEST 22ª giornata | Pordenone        | 0 – 0 | Virtus Verona | Stadio Guido Teghil\| Arbitro: \| Diop (Treviglio) \| |
| Arbitro:                                                        | Diop (Treviglio) |       |               |                                                       |

| Arbitro: | Milone (Taurianova) |

|                              |           |                    |
| Bruscagin 24’ Candellone 45’ | Marcatori | 48’ (rig.) Salzano |

| Arbitro: | Di Marco (Ciampino) |

|           |           |             |
| Vasic 38’ | Marcatori | 30’ Torrasi |

| Arbitro: | Pascarella (Nocera Inferiore) |

|             |           |         |
| Palombi 34’ | Marcatori | 4’ Nepi |

| Arbitro: | Angelucci (Foligno) |

|                                      |           |           |
| Grandolfo 1’ Molnar 31’ Parigi 45+3’ | Marcatori | 90’ Edera |

| Arbitro: | Gauzolino (Torino) |

|                               |           |                                |
| Burrai 54’ (rig.) Negro 90+1’ | Marcatori | 32’ (aut.) Giorico 51’ Bocalon |

| Arbitro: | Bonacina (Bergamo) |

|  |           |                             |
|  | Marcatori | 34’ Candellone 52’ Dubickas |

| Arbitro: | Panettella (Gallarate) |

|                |           |            |
| Pittarello 43’ | Marcatori | 45’ Pinato |

| Arbitro: | Delrio (Reggio Emilia) |

|                |           |               |
| Candellone 16’ | Marcatori | 45+2’ M. Iori |

| Lecco 12 marzo 2023 31ª giornata | Lecco             | 0 – 0 referto | Pordenone | Stadio Mario Rigamonti-Mario Ceppi\| Arbitro: \| Cavaliere (Paola) \| |
| Arbitro:                         | Cavaliere (Paola) |               |           |                                                                       |

| Arbitro: | Pezzopane (L'Aquila) |

|                        |           |           |
| Ajeti 42’ Dubickas 67’ | Marcatori | 46’ Morra |

| Arbitro: | Frascaro (Firenze) |

|                                           |           |           |
| Galuppini 5’, 40’ Vuhaj 36’ Mărginean 62’ | Marcatori | 72’ Negro |

| Arbitro: | Fiero (Pistoia) |

|           |           |  |
| Ajeti 14’ | Marcatori |  |

| Busto Arsizio 2 aprile 2023 35ª giornata | Pro Patria         | 0 – 0 | Pordenone | Stadio Carlo Speroni\| Arbitro: \| Virgilio (Trapani) \| |
| Arbitro:                                 | Virgilio (Trapani) |       |           |                                                          |

| Arbitro: | Cherchi (Carbonia) |

|  |           |               |
|  | Marcatori | 18’ Anastasio |

| Arbitro: | Giaccaglia (Jesi) |

|                            |           |             |
| Rolfini 29’ F. Ferrari 35’ | Marcatori | 9’ Dubickas |

| Arbitro: | Di Francesco (Ostia Lido) |

|            |           |  |
| Pinato 47’ | Marcatori |  |

### Play-off

#### Fase Nazionale
| Arbitro: | Fiero (Pistoia) |

|  |           |                   |
|  | Marcatori | 86’ (rig.) Burrai |

| Arbitro: | Panettella (Gallarate) |

|            |           |                                             |
| Pinato 16’ | Marcatori | 2’ (aut.) Dubickas 84’ Bunino 88’ Ardizzone |

### Coppa Italia Serie C

#### Turni eliminatori
| Arbitro: | Ramondino (Palermo) |

|  |           |            |
|  | Marcatori | 90+1’ Fort |

## Statistiche

### Statistiche di squadra
| Competizione         | Punti | In casa | In casa | In casa | In casa | In casa | In casa | In trasferta | In trasferta | In trasferta | In trasferta | In trasferta | In trasferta | Totale | Totale | Totale | Totale | Totale | Totale | DR  |
| Competizione         | Punti | G       | V       | N       | P       | Gf      | Gs      | G            | V            | N            | P            | Gf           | Gs           | G      | V      | N      | P      | Gf     | Gs     | DR  |
| -------------------- | ----- | ------- | ------- | ------- | ------- | ------- | ------- | ------------ | ------------ | ------------ | ------------ | ------------ | ------------ | ------ | ------ | ------ | ------ | ------ | ------ | --- |
| Serie C              | 62    | 19      | 9       | 7       | 3       | 27      | 15      | 19           | 7            | 7            | 5            | 26           | 20           | 38     | 16     | 14     | 8      | 53     | 35     | +18 |
| Coppa Italia Serie C | -     | 1       | 0       | 0       | 1       | 0       | 1       | 0            | 0            | 0            | 0            | 0            | 0            | 1      | 0      | 0      | 1      | 0      | 1      | -1  |
| Totale               | 62    | 20      | 9       | 7       | 4       | 27      | 16      | 19           | 7            | 7            | 5            | 26           | 20           | 39     | 16     | 14     | 9      | 53     | 36     | +17 |

### Andamento in campionato
| Giornata  | 1 | 2 | 3 | 4 | 5 | 6 | 7 | 8 | 9 | 10 | 11 | 12 | 13 | 14 | 15 | 16 | 17 | 18 | 19 | 20 | 21 | 22 | 23 | 24 | 25 | 26 | 27 | 28 | 29 | 30 | 31 | 32 | 33 | 34 | 35 | 36 | 37 | 38 |
| --------- | - | - | - | - | - | - | - | - | - | -- | -- | -- | -- | -- | -- | -- | -- | -- | -- | -- | -- | -- | -- | -- | -- | -- | -- | -- | -- | -- | -- | -- | -- | -- | -- | -- | -- | -- |
| Luogo     | T | C | T | T | C | T | C | T | C | C  | T  | C  | T  | C  | T  | C  | T  | C  | T  | C  | T  | C  | C  | T  | C  | T  | C  | T  | T  | C  | T  | C  | T  | C  | T  | C  | T  | C  |
| Risultato | V | N | V | V | P | N | V | P | V | P  | V  | V  | V  | V  | N  | N  | P  | N  |    |    |    |    |    |    |    |    |    |    |    |    |    |    |    |    |    |    |    |    |
| Posizione |   |   |   |   |   |   |   |   | 2 | 4  | 2  | 1  | 1  | 1  |    |    | 4  | 5  |    |    |    |    |    |    |    |    |    |    |    |    |    |    |    |    |    |    |    |    |

Fonte:  Classifica Serie C - Girone A 2022/2023, su bat.iamcalcio.it.
Legenda:

Luogo: C = Casa; T = Trasferta. Risultato: V = Vittoria; N = Pareggio; P = Sconfitta.